# Edouard Taurel
Pour les articles homonymes, voir Taurel.
Charles Edouard Taurel, né en mars 1824 à Paris et mort le 7 novembre 1892 à Amsterdam, est un graveur et dessinateur néerlandais.

## Biographie
Edouard Taurel naît en mars 1824 à Paris. Il est le fils du graveur franco-néerlandais André Benoît Barreau Taurel. La famille s'installe à Amsterdam en 1828, où le père est nommé directeur de l'école de gravure de l'Académie royale (nl). Ses deux frères Augustin et André sont également devenus artistes.
Edouard Taurel étudie à l'Académie royale de 1838 à 1846, où il suit notamment les cours de son père. Il réalise des dessins et des gravures, notamment avec Jozef Israëls et Ary Scheffer.
Il devient membre d'Arti et Amicitiae en 1854 et participe à diverses expositions, notamment l'Exposition des maîtres vivants, son travail étant couronné plusieurs fois[réf. nécessaire]. En plus d’être artiste, il est professeur de dessin à partir de 1868 à l’École industrielle pour jeunes filles et au cours préparatoire de dessin de l'Académie royale. Christiaan Lodewijk van Kesteren, Anna Maria Kruijff (nl) et Catharina Elisabeth Toussaint figurent parmi ses élèves.
Il épouse Anna Catharina Lamberti en 1847, avec qui il a quatre enfants, dont le graveur Eduard Taurel (1848-1867).
Edouard Taurel est nommé chevalier de l'Ordre de la Couronne de chêne en 1877, puis en 1892, membre de la Société de la littérature néerlandaise (nl)[réf. souhaitée].
Il meurt le 7 novembre 1892 à l'âge de 68 ans à Amsterdam, où il est enterré au cimetière de l'église De Liefde (nl).

## Œuvre
Il réalise des gravures de reproduction sur bois, au burin ou à l'eau-forte d'après les dessins d'Ingres les portraits de son père, de sa mère Mme Claire Thévenin Taurel et de son grand-père Ch. Thévenin, et diverses reproductions de tableaux. Il publie, sous le titre de L'Album T, un recueil de planches, autographes et documents divers (L'Atelier de Bervic d'après Henriquel-Dupont, etc.). Il grave des portraits de Vieux Maître.

Quelques œuvres d'Edouard Taurel
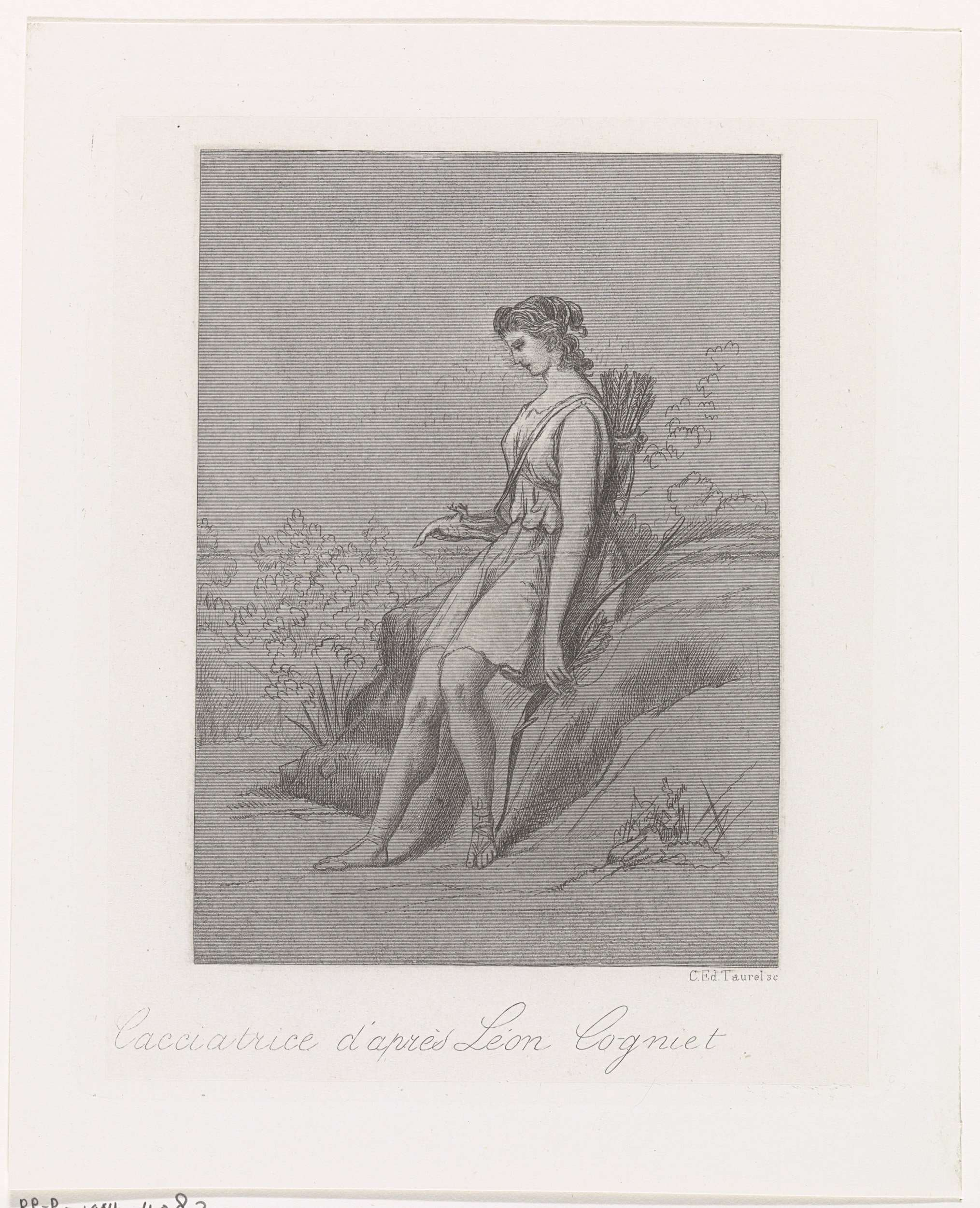
Jageres avec oiseau mort (1885, Rijksmuseum Amsterdam).
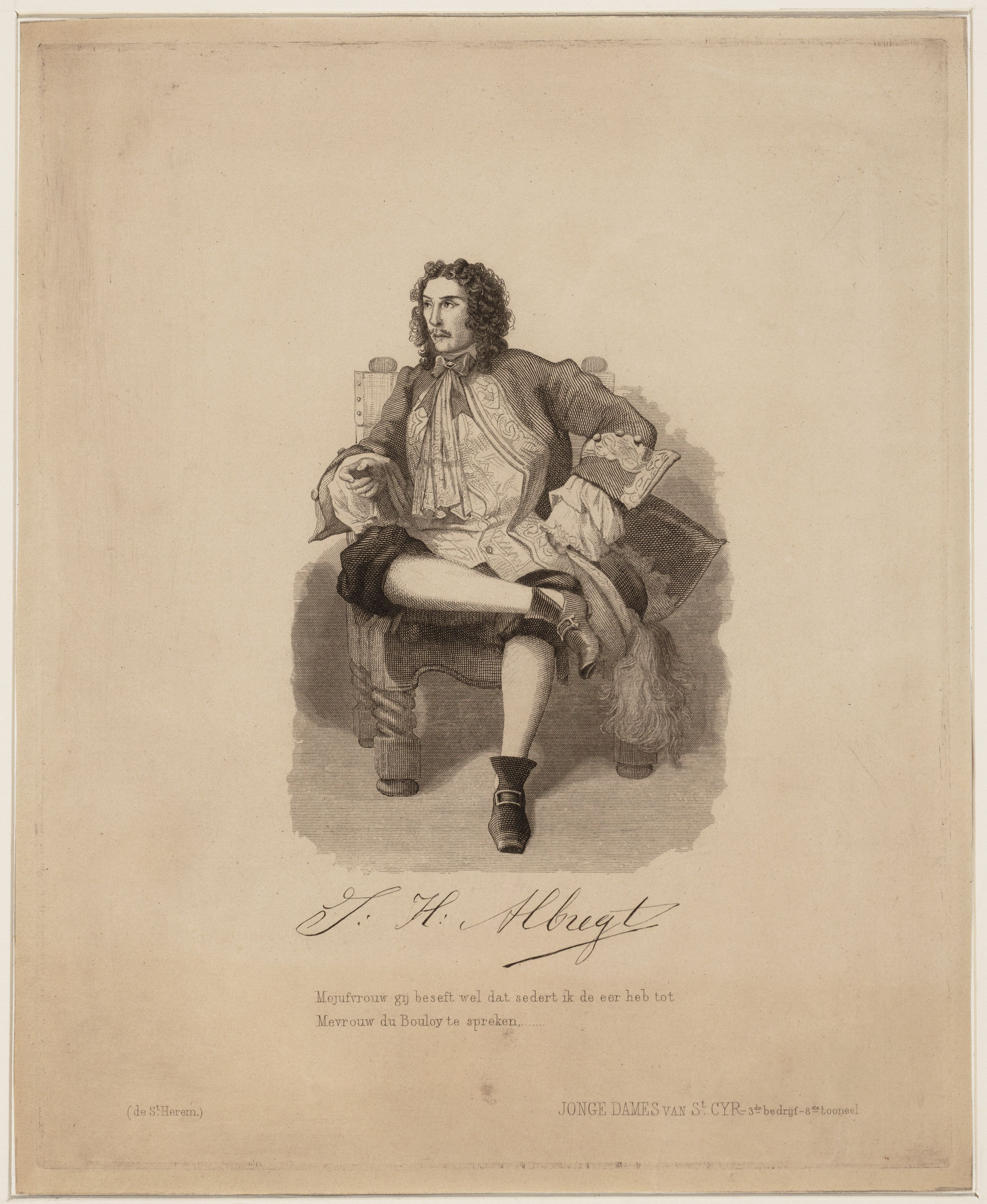
Portrait de Johannes Hermanus Albregt (n. d., Archives de la ville d'Amsterdam).
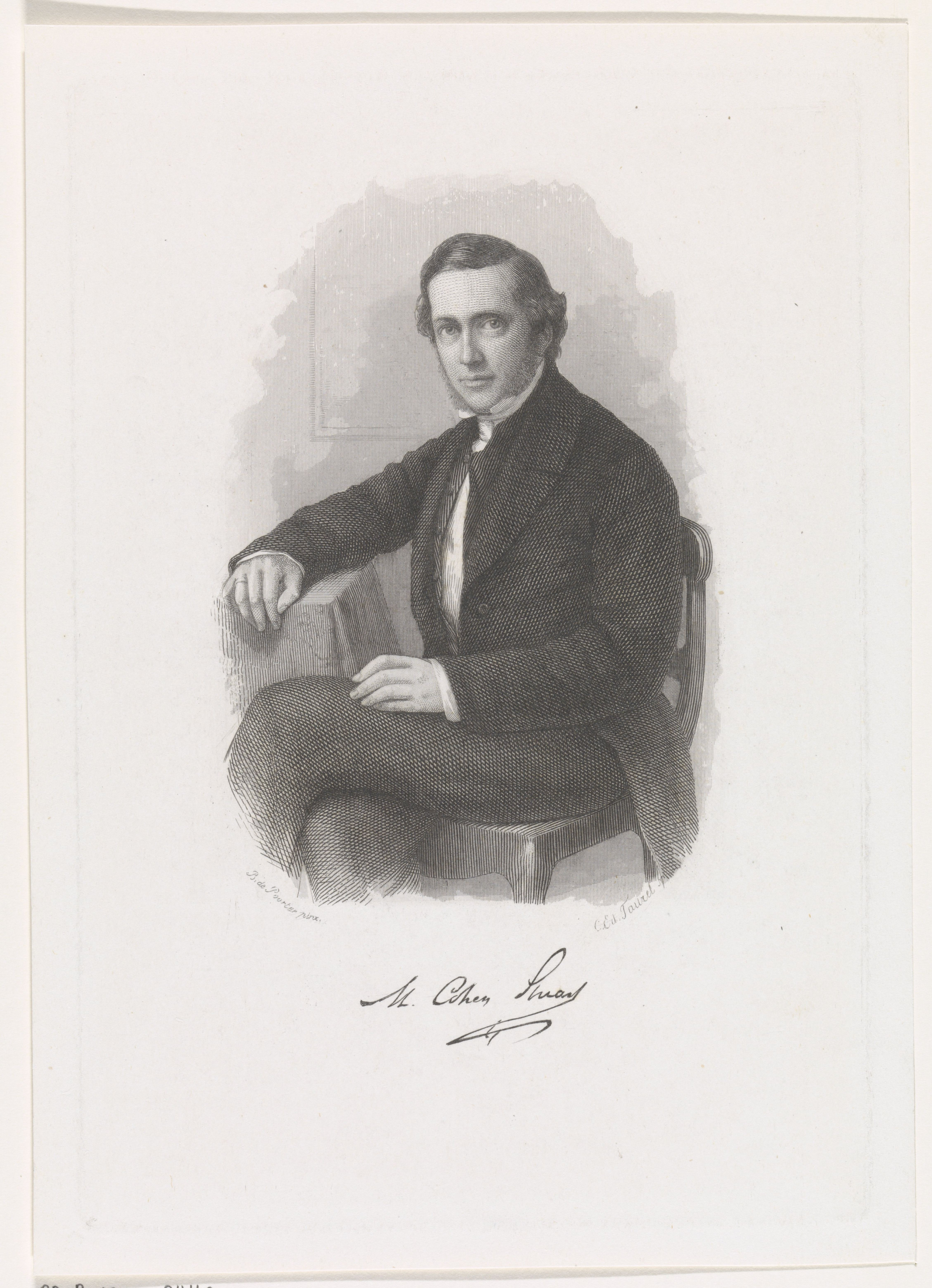
Portrait du prêtre Martinus Cohen Stuart (n. d., Rijksmuseum Amsterdam).
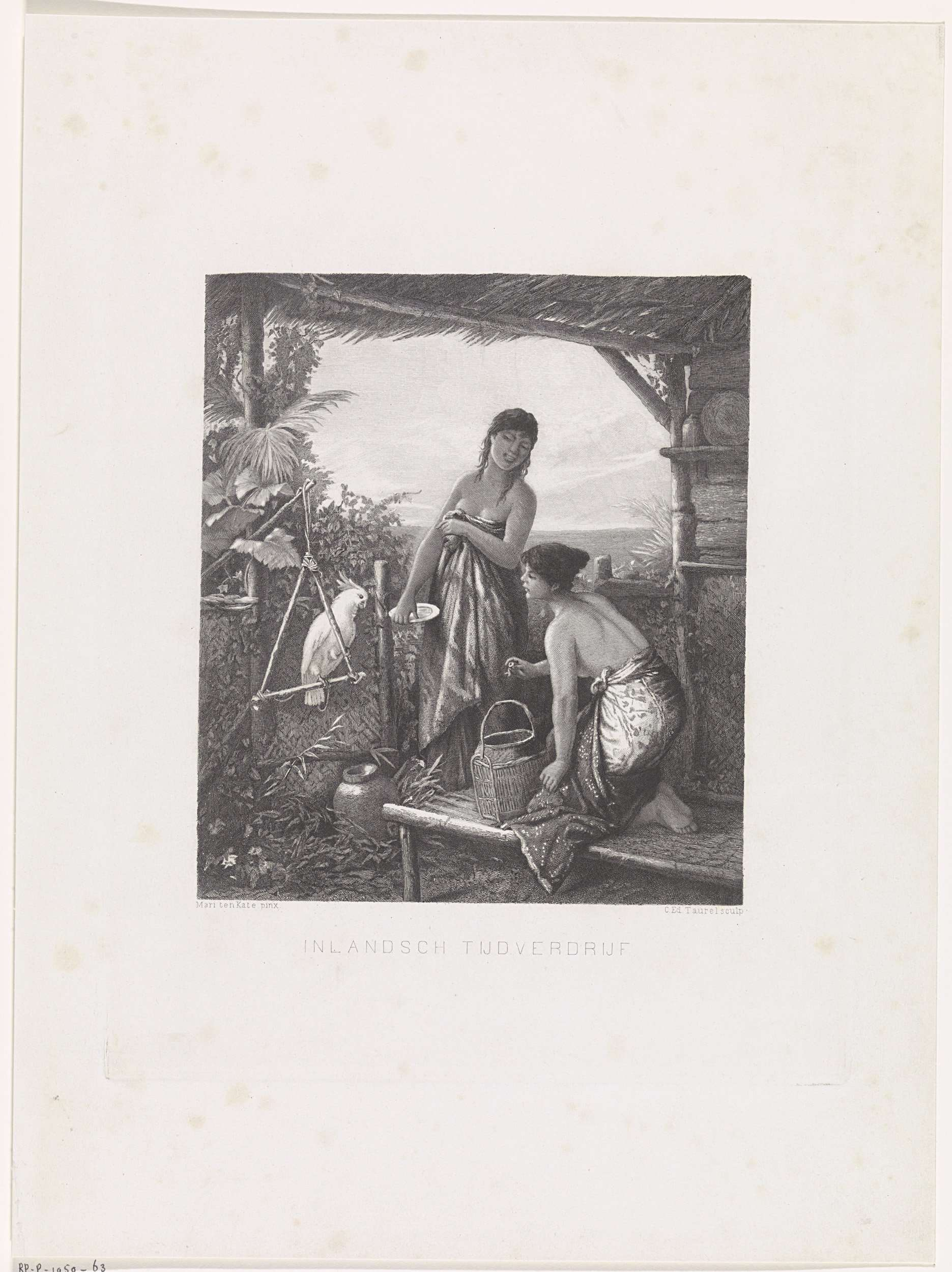
Deux jeunes femmes indonésiennes avec un perroquet (n. d., Rijksmuseum Amsterdam).